# Procesamiento digital de audio
El procesamiento digital de audio es un tipo de procesamiento digital de señales especializado en el tratamiento de la señal de audio se puede usar para todo tipo de dispositivos

## Ventajas e inconvenientes de la digitalización
Una señal digital no es audible, ya que requiere ser decodificada antes de su reproducción. Sin embargo, la codificación y posterior descodificación de una señal digital para su audición tiene varias ventajas, aunque también algunos inconvenientes. 

### Ventajas
1. La señal discreta (digital) es más fácil de transmitir, almacenar o manipular (en el caso del sonido: editar, comprimir, etc).
2. La señal digital es inmune al ruido. La señal digital es menos sensible que la analógica a las interferencias, etc.
3. Se puede tomar una muestra de sonido y cambiar cualquiera de sus parámetros para generar un sonido diferente sin tener que recrearlo en la realidad. (Las aplicaciones de esta ventaja en la generación de efectos especiales es infinita).
4. La señal digital permite la multigeneración infinita sin pérdidas de calidad.
5. Ante la pérdida de cierta cantidad de información, la señal digital puede ser reconstruida gracias a los sistema de regeneración de señales (usados también para amplificarla, sin introducir distorsión). También cuenta, con sistemas de detección y corrección de errores que, por ejemplo, permiten introducir el valor de una muestra dañada, obteniendo el valor medio de las muestras adyacentes (interpolación).
6. La señal digital puede ser enviada a casi cualquier punto del planeta en cualquier momento a un muy bajo costo a través de internet y a partir de aquí puede ser reenviada a su remitente o a algún otro destino. Esto sin que la señal sufra variaciones o alteraciones de calidad severas.
7. Con el tiempo no se degrada

### Inconvenientes
1. Se necesita una conversión analógica-digital previa y una decodificación posterior, en el momento de la recepción.
2. Hay una pérdida inherente de información al convertir la información continua en discreta. Por mínimo e insignificante que resulte siempre hay un error de cuantificación que impide que la señal digital sea exactamente equivalente a la analógica que la originó.
3. La señal digital requiere mayor ancho de banda para ser transmitida que la analógica. Además, requiere una sincronización precisa entre los tiempos del reloj de transmisor, con respecto a los del receptor. Un desfase, por mínimo que sea, cambia por completo la señal.
4. Si se utiliza compresión con pérdida, será imposible reconstruir la señal original.

## Aplicaciones
Ejemplos de aplicaciones del procesamiento digital de sonido se encuentran en aplicaciones musicales como ecualizadores digitales, efectos de sonido (distorsión, compresión, eco...), espacialización del sonido, códecs de audio,